# Florence Nightingale
Pour les articles homonymes, voir Nightingale.
Ne doit pas être confondu avec Florence Nightingale David.
Florence Nightingale, née le 12 mai 1820 à Florence (Grand-duché de Toscane) et morte le 13 août 1910 à Mayfair (Royaume-Uni), est une infirmière britannique, pionnière des soins infirmiers modernes et de l'utilisation des statistiques dans le domaine du médical,.

## Biographie

### Origines familiales

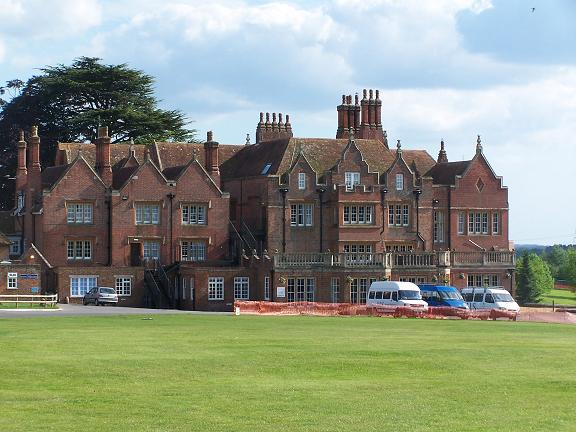
Embley Park, résidence familiale de Florence Nightingale, devenue une école.

Florence Nightingale est issue d'une famille riche de la haute société britannique. Son père, William Edward Shore (1794-1875), hérite en 1815 de son oncle maternel, Peter Nightingale : il reçoit son domaine de Lea Hurst dans le Derbyshire, mais aussi le nom et les armes de Nightingale. La mère de Florence Nightingale est Frances Fanny Smith (1789-1880), fille de l'abolitionniste William Smith,.
William Nightingale et Fanny Smith se marient en 1818 et partent pour un voyage en Europe qui va durer deux ans. En 1819, leur premier enfant, une fille dénommée Frances Parthenope Verney (alias Lady Verney), naît à Naples, dans le quartier de Parthenope ; elle deviendra écrivaine et journaliste . Leur deuxième enfant naît en 1820 à la Villa Colombia à Florence, dont elle tient aussi son prénom,.
La famille rentre en Angleterre à la fin de 1820 et s'installe à Lea Hurst. En 1825, William Nightingale achète à Romsey (Hampshire) une propriété plus propice au séjour en hiver, Embley Park, qui devient la résidence familiale principale.

### Jeunesse (1820-1844)
Florence Nightingale est éduquée par ses parents. À l'âge de 9 ans, elle connaît très bien le français, écrivant pour sa mère une prière dans cette langue. À partir de 1831, son père prend en charge son instruction, lui apprenant le latin, le grec, l'allemand, l'italien, ainsi que l'histoire et la philosophie.
Les Nightingale sont membres de l'Église unitarienne, une confession chrétienne libérale et peu dogmatique, dont certains éléments marquent par la suite la vie de Florence Nightingale : croyance au progrès social, importance de se mettre au service de la communauté. Des lettres des années 1830 indiquent qu'à cette époque, les Nightingale organisent et financent des soins médicaux aux villageois des environs de Lea Hurst. Le journal de Florence Nightingale montre qu'elle est déjà sensible au problème des conditions de vie des pauvres, notamment en relation avec le suicide d'une jeune mère.
En janvier 1837, une épidémie de grippe frappe le sud de l'Angleterre. Florence Nightingale, qui n'est pas atteinte, se consacre pendant quatre semaines à des soins intensifs aux malades de son entourage, jouant le rôle « d'infirmière, gouvernante, soutien moral et médecin ». Survient alors un événement important de sa vie : le 7 février 1837, à Embley Park, elle écrit dans son journal : « Dieu m'a parlé et m'a appelée à son service. »
À la fin de 1837, la famille Nightingale part pour un voyage d'un an et demi en France et en Italie, revenant en Angleterre en avril 1839. Au début de mai, Florence Nightingale est présentée à la cour de la reine Victoria. En juin, elle commence à étudier les mathématiques, durant le séjour à Lea Hurst d'un cousin étudiant cette discipline à Oxford. Ses parents, surtout sa mère qui souhaiterait la voir prendre un mari, sont d'abord assez réticents quant à ce nouveau centre d'intérêt, mais Florence Nightingale obtient, grâce à l'influence de sa tante Mai Smith, qu'on lui donne un précepteur. Elle est aussi l'élève du mathématicien James Joseph Sylvester.
Des lettres de cette époque montrent qu'elle juge banale la vie qu'elle mène de 1839 à 1844. Les séjours à Lea Hurst et Embley Park sont interrompus par des visites de longue durée chez des parents ou des relations et par les séjours à Londres pendant la saison mondaine (période des bals). Les Nightingale ne parviennent pas à faire venir chez eux des membres de la haute noblesse britannique, mais reçoivent tout de même des visiteurs notables : lord Palmerston, Leopold von Ranke, Charles Darwin, Anne Isabella Milbanke, veuve de lord Byron, et sa fille Ada Lovelace, ainsi que l'ambassadeur de Prusse Christian von Bunsen, dont l'influence sur elle a été grande.

### Les années décisives (1844-1854)

#### Rencontre avec Samuel Gridley Howe
L'année 1844 est marquée par sa rencontre avec le médecin américain Samuel Gridley Howe et son épouse Julia Ward, écrivaine. Howe est le fondateur des premières écoles pour aveugles aux États-Unis. À la question de Florence : est-ce qu'il trouverait inconvenant qu'une jeune fille comme elle (de la haute société) devienne infirmière, il répond que, bien que cela soit inhabituel et incongru en Angleterre, si elle a cette vocation, elle doit suivre ce qu'elle juge être son devoir.
En décembre 1844, en réaction à la mort d'un malade dans l'infirmerie d'une workhouse, évènement qui fait alors scandale, elle devient la militante principale de l'amélioration des soins médicaux dans les infirmeries et s'attire immédiatement le soutien de Charles Villiers, alors président du Poor Law Board. Ceci la conduit à participer activement à la réforme des Poor Laws, qui va bien au-delà des soins médicaux. Elle joue par la suite un rôle décisif de mentore auprès d'Agnes Elizabeth Jones et d'autres infirmières en formation avant de les envoyer à la Liverpool Workhouse Infirmary[réf. nécessaire].

#### Premiers pas vers le métier d'infirmière
C'est durant l'été 1845 qu'elle annonce à ses parents sa décision de se consacrer au métier d'infirmière. Ayant été témoin peu avant de la mort d'un malade en raison de l'incompétence d'une soignante, elle estime qu'il y a un besoin pressant d'instituer une formation d'infirmière ; elle a l'intention de suivre une formation de trois mois à l'hôpital de Salisbury, puis de fonder elle-même un établissement de soins où travailleraient un équivalent protestant aux sœurs soignantes catholiques.
Ce projet rencontre d'abord une opposition absolue. Le principe dans la bonne société est que les malades sont soignés chez eux ; les hôpitaux sont pour les pauvres.
Elle réitère sa demande au début de 1846, en s'adressant cette fois par écrit à son père, ne voulant pas s'exposer aux tracas d'une discussion directe. Mais ses parents refusent de nouveau.
En juin 1846, elle visite cependant l'hôpital fondé à Londres par Christian von Bunsen, le premier hôpital où elle soit allée. Elle lit des ouvrages sur les hôpitaux et les questions de santé publique, sujets qui sont l'objet d'une intense réflexion dans les années 1840 ; elle a probablement lu le rapport d'Edwin Chadwick Report on the Sanitary Conditions of the Labouring Class of Great Britain, publié en 1842.

#### La période des voyages (1847-1850)
Au milieu des années 1840, Florence Nightingale est courtisée par Richard Monckton Milnes, homme politique et poète. Elle apprécie sa personnalité et son engagement dans la lutte contre la famine en Irlande. Remettant sa décision à une date ultérieure, elle part en voyage à Rome avec un couple ami des Nightingale, Charles et Selina Bracebridge. Ceux-ci lui laissent une grande liberté et elle en profite pour visiter plusieurs hôpitaux.
À Rome, elle rencontre Sidney Herbert, un brillant homme politique qui a été secrétaire à la Guerre de 1845 à 1846, poste qu'il occupera à nouveau lors de la guerre de Crimée. Herbert est déjà marié, mais Florence Nightingale et lui éprouvent immédiatement une attirance réciproque et resteront très proches tout au long de leur vie. Herbert jouera un rôle décisif dans la carrière de Florence Nightingale en aidant ses actions pionnières en Crimée dans le domaine des soins infirmiers, et elle sera pour lui une conseillère essentielle pour sa carrière politique.
Au retour de Rome, elle repousse le projet de mariage de Milnes, mais de façon peu catégorique. Leur relation prendra réellement fin seulement en 1851, lorsque Milnes se fiancera avec Annabel Crewe.
À cette époque, Florence Nightingale entretient également des relations étroites avec Benjamin Jowett, en particulier vers l'époque où elle envisage de faire un legs afin d'établir à l'université d'Oxford une chaire de statistiques appliquées .
À la fin de 1849, elle part de nouveau en voyage avec les Bracebridge, cette fois en Grèce et en Égypte. Elle a laissé sur ces voyages des écrits assez abondants. En janvier 1850, par exemple, elle remonte le Nil jusqu'à Abou Simbel, dont elle écrit : « Je pense que je n'ai jamais rien vu qui m'ait plus touché ». À Thèbes, elle ressent de nouveau avec force un appel divin.

#### Kaiserswerth (1850-1851)
Durant le trajet de retour, les voyageurs passent deux semaines à Kaiserswerth, près de Düsseldorf en Prusse, où se trouve un hôpital établi par Theodor Fliedner et géré par un ordre de diaconesses, dont Christian von Bunsen lui avait parlé dès 1846. Elle est profondément impressionnée par la qualité des soins ainsi que par le dévouement et les pratiques des sœurs.
Au début de 1851, elle obtient enfin l'autorisation de ses parents pour suivre une formation de trois mois en tant que sœur de Kaiserswerth. Cette autorisation résulte sans doute d'une crainte de ses parents pour la vie de Florence Nightingale, étant donné qu'elle a sombré dans une grave dépression après son retour de voyage. Pendant son stage à Kaiserwerth, elle apprend à soigner les blessures, à préparer les médicaments ; elle rencontre les mourants et est assistante à des opérations. Elle rentre convaincue de pouvoir mener à bien ses projets. Elle rapporte avoir éprouvé la plus importante et intense expérience de son appel divin.
Un peu plus tard au cours de l'année, elle publie son premier livre : The Institution of Kaiserswerth on the Rhine, for the Practical Training of Deaconesses.

#### Débuts dans la carrière d'infirmière (1852-1854)
C'est à la fin de 1852 que les parents Nightingale acceptent pleinement ses projets. Elle part alors faire des stages hospitaliers à Paris, qu'elle interrompt en mars 1853 pour assister sa grand-mère mourante. En avril, elle accepte l'offre qui lui a été faite, quelque temps avant, de diriger un centre de soins à Londres.
Le 22 août 1853, Florence Nightingale prend donc le poste de surintendante à l'Institute for the Care of Sick Gentlewomen (Institut pour les soins aux dames malades), situé au 1, Upper Harley Street à Londres, où elle loge. Elle n'est pas rémunérée ; elle vit grâce à la pension que son père lui verse (500 livres par an), ce qui lui permet de vivre confortablement.
Cette institution, fondée en 1850, doit permettre un accès aux soins à des femmes de bonne famille, mais dont les revenus sont insuffisants pour couvrir le coût de soins privés. Les patientes sont souvent des gouvernantes, une des rares professions féminines considérées comme respectables, ainsi que des épouses de pasteurs, de petits commerçants, d'officiers. Au départ, l'institut ne compte que 27 lits.
Elle y introduit un certain nombre de pratiques qu'elle juge nécessaire et acquiert rapidement une certaine renommée : en 1854, elle est en pourparlers en vue de devenir infirmière-chef à l'hôpital de King's College à Londres (Southwark).

### La guerre de Crimée et l'hôpital de Scutari
La guerre de Crimée, commencée en 1853, oppose la Russie à une coalition formée de l'Empire ottoman, du Royaume-Uni, de la France et du royaume de Sardaigne. Les troupes britanniques arrivent à partir au début de 1854. Avant même d'atteindre le front, elles subissent des pertes considérables dans le camp de transit de Varna où sont regroupés 60 000 soldats français et britanniques. Environ 20 % sont atteints par le choléra, la dysenterie ou d'autres affections. Plus de 1 000 soldats britanniques meurent à ce moment. Après la bataille de l'Alma en septembre, les blessés sont victimes des lacunes dans le transport vers l'hôpital militaire installé à Scutari (aujourd'hui Üsküdar à Istanbul). Mais contrairement à ce qui se passait auparavant, il y a maintenant des correspondants de presse pour informer l'opinion publique, en particulier William Howard Russell, du Times, un des premiers correspondants de guerre modernes. Celui-ci insiste notamment sur la différence entre les services sanitaires de l'armée britannique et ceux de l'armée française, mieux organisés.
En réaction à ces informations, Florence Nightingale projette une intervention humanitaire pour laquelle elle obtient l'appui des autorités, en particulier de lord Palmerston, ministre de l'Intérieur, de lord Clarendon, ministre des Affaires étrangères et surtout de Sidney Herbert, secrétaire d'État à la Guerre. Au début, elle envisage une mission de seulement vingt infirmières, mais tombe d'accord avec Sidney Herbert, pour un effectif double. Les infirmières choisies proviennent des ordres soignants catholiques (intéressés parce qu'un grand nombre de soldats britanniques sont irlandais), ainsi que du groupe de bénévoles de la philanthrope Felicia Skene et du groupe des sœurs anglicanes liées au mouvement d'Oxford. Quatorze sont des infirmières des hôpitaux. Durant la période des préparatifs, le courrier des lecteurs du Times montre le scepticisme de l'opinion publique quant à l'intérêt d'exposer des « dames » (ladies) aux dures réalités des hôpitaux militaires et à la grossièreté des soldats.
Le 21 octobre 1854, Nightingale et un groupe de 38 infirmières volontaires sont envoyées (avec l'autorisation de Sidney Herbert) à Scutari en Turquie, à environ 545 kilomètres de Balaclava en Crimée, de l'autre côté de la mer Noire, où est basé le camp britannique.

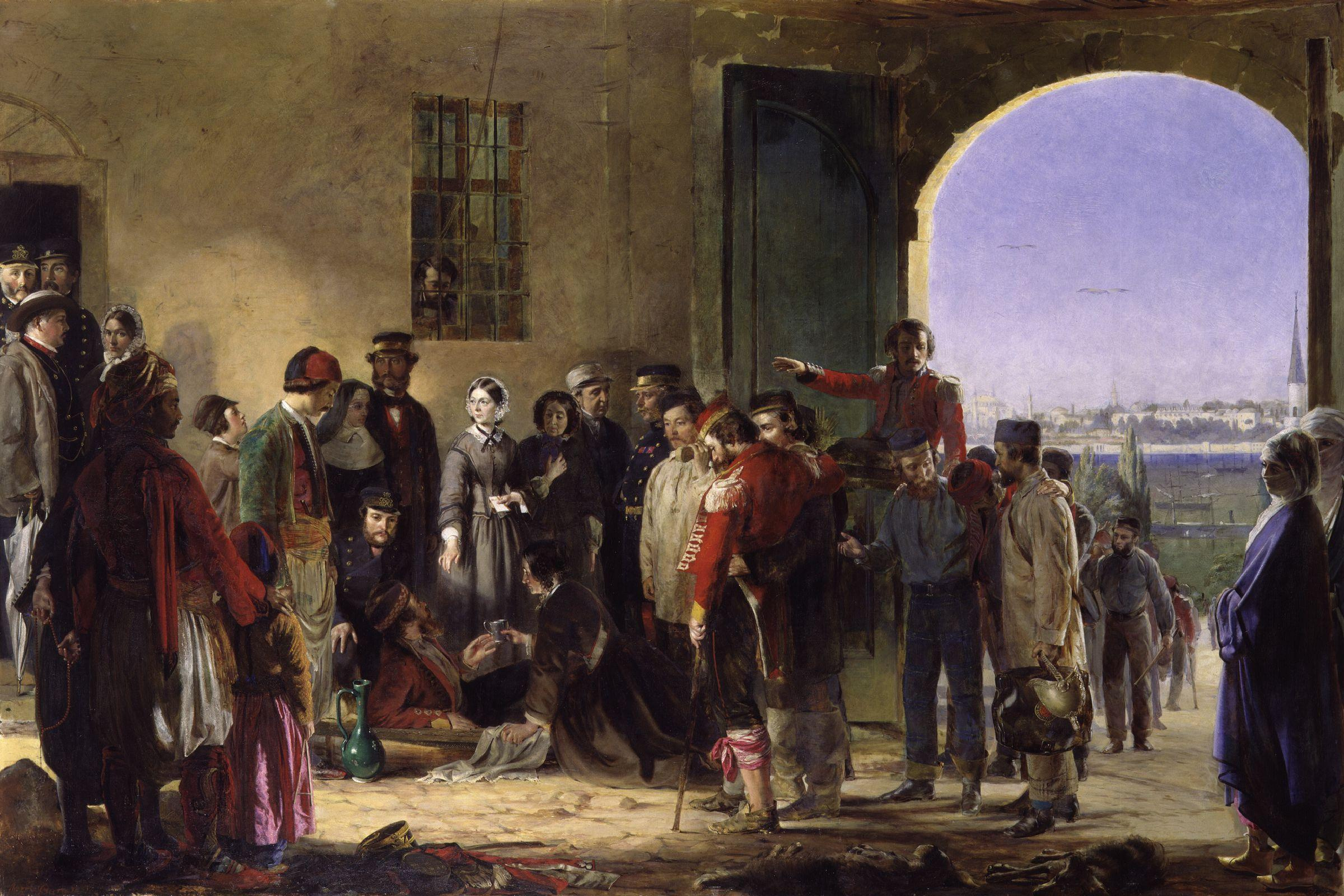
Florence Nightingale accueillant les blessés à Scutari (par Jerry Barrett).

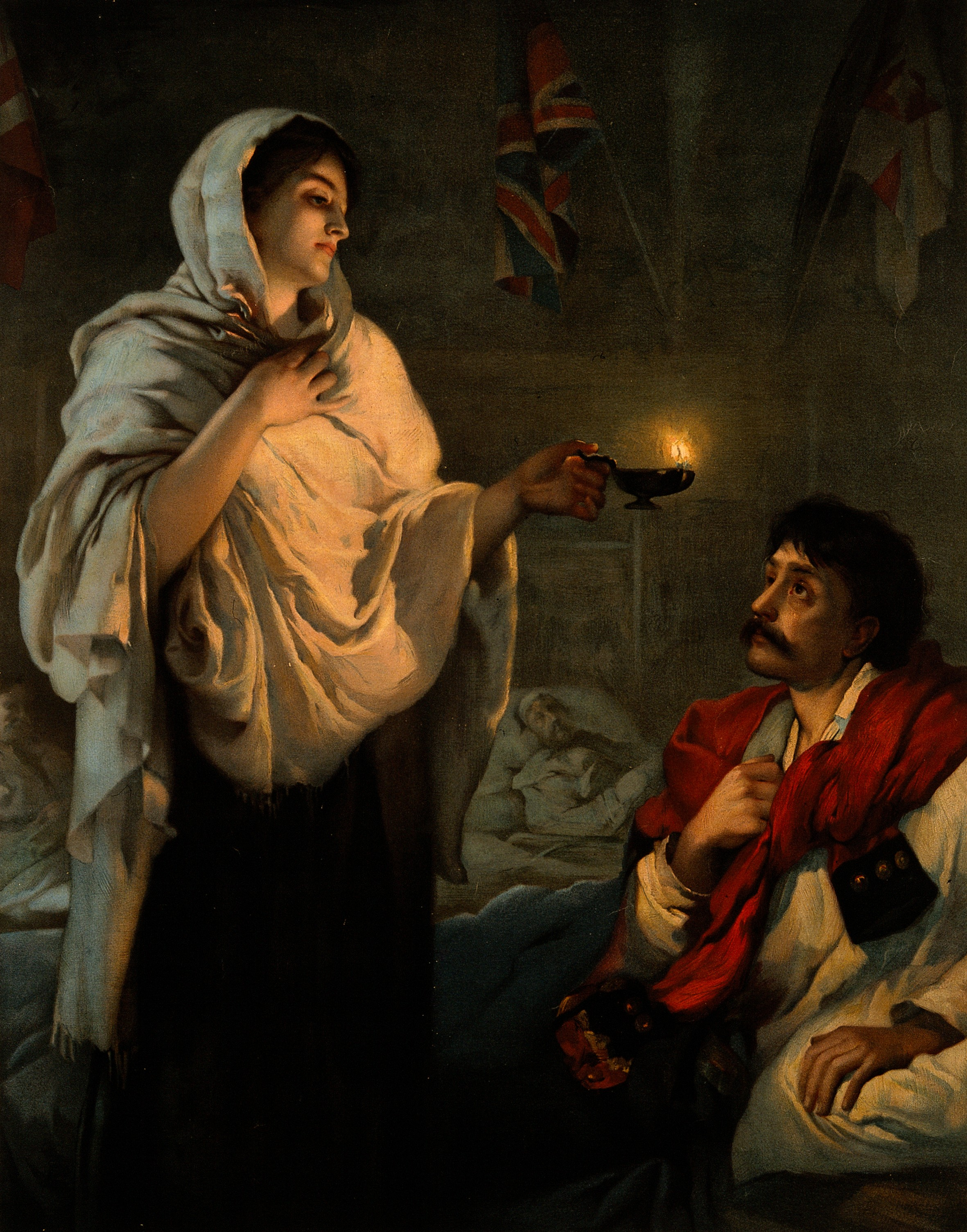
Florence Nightingale (La Dame à la lampe) durant la guerre de Crimée (par Henrietta Rae).

Nightingale arrive début novembre 1854 à la Caserne Selimiye à Scutari. Les infirmières trouvent des soldats blessés négligés par un personnel médical débordé face à l'indifférence des officiers. Les réserves de médicaments sont limitées, l'hygiène négligée et les infections de masse courantes, la plupart d'entre elles étant fatales. Il n'y a de plus aucun équipement pour préparer la nourriture des patients.
Nightingale et ses compatriotes commencent par nettoyer complètement l'hôpital et l'équipement et par réorganiser les soins aux patients. Cependant, au début de son séjour à Scutari, la mortalité ne diminue pas ; au contraire, elle se met à augmenter. Le nombre de morts dépasse celui de tous les autres hôpitaux de la région. Pendant l'hiver 1854-1855, 4 077 soldats trouvent la mort à Scutari, dix fois plus en raison de maladies, telles que le typhus, la fièvre typhoïde, le choléra et la dysenterie, que de leurs blessures de combat. Les conditions régnant à l'hôpital militaire temporaire sont fatales aux patients à cause du surnombre, d'égouts défectueux et d'un manque de ventilation,. En mars 1855, près de six mois après l'arrivée de Nightingale, le gouvernement britannique doit envoyer une commission sanitaire à Scutari. Les égouts sont nettoyés et la ventilation améliorée ; le taux de mortalité diminue alors rapidement.
Nightingale continue de penser que la mortalité est due à la médiocrité de l'alimentation et des réserves, ainsi qu'au surmenage des soldats. Ce n'est qu'après être revenue en Grande-Bretagne et avoir rassemblé des informations auprès de la Commission royale pour la santé dans l'armée qu'elle se met à penser que la mort de la plupart des soldats hospitalisés était due aux mauvaises conditions de vie. Cette expérience influence sa carrière : par la suite elle affirme l'importance des conditions sanitaires. Elle contribue ainsi à réduire le nombre de morts au sein de l'armée en temps de paix et dirige son attention vers la conception sanitaire des hôpitaux.
Une réunion publique, organisée le 29 novembre 1855 et visant à faire reconnaître le travail qu'elle a effectué pendant la guerre, conduit à l'établissement du Nightingale Fund (Fonds Nightingale) pour la formation des infirmières. Les donations affluent. Sidney Herbert est nommé secrétaire honoraire, et le duc de Cambridge président du fonds.
Nightingale est également considérée comme une pionnière du concept de tourisme médical, comme l'indiquent ses lettres de 1856 adressées à des stations thermales turques, dans lesquelles elle précise les conditions de santé, descriptions physiques, régimes alimentaires et autres détails vitaux des patients qu'elle dirige vers ces stations, bien moins onéreuses que celles que l'on pouvait trouver en Suisse. Elle oriente de toute évidence des patients disposant de peu de moyens vers des traitements abordables[réf. nécessaire].

### Retour au pays: la Commission pour la santé dans l'armée
Nightingale est accueillie en héroïne à son retour en Grande-Bretagne en août 1856. D'après la BBC, elle est probablement la femme la plus célèbre du royaume après la reine Victoria elle-même.
Elle quitte la résidence de sa famille à Middle Claydon, dans le Buckinghamshire, pour s'installer au Burlington Hotel à Piccadilly. Elle est atteinte par une fièvre, probablement due à une forme chronique de brucellose (fièvre criméenne), contractée lors de la Guerre de Crimée, peut-être combinée à un syndrome de fatigue chronique ou une fibromyalgie[réf. souhaitée]. Elle interdit à sa mère et à sa sœur d'entrer dans sa chambre et ne la quitte que rarement.
En réponse à une invitation de la reine Victoria, malgré les contraintes imposées par son confinement, Nightingale joue un rôle central dans l'établissement de la Commission royale pour la santé dans l'Armée, dont Sidney Herbert devint président. En tant que femme, elle ne peut en être membre, mais rédige un rapport de plus de mille pages, incluant des données statistiques détaillées et joue un rôle décisif dans l'application de ses recommandations. Le rapport de la Commission conduit à une révision majeure des soins aux soldats et à l'établissement d'une école de médecins militaires et d'un vaste système d'archives médicales de l'armée.

### Carrière ultérieure
En 1859, le Fonds Nightingale met à sa disposition la somme de 45 000 livres, avec laquelle elle crée le 9 juillet 1860 la Nightingale Training School (École de formation N.) au St Thomas' Hospital. L'école s'appelle aujourd'hui Florence Nightingale School of Nursing and Midwifery (École d'infirmières et de sages-femmes) et fait partie du King's College de Londres. Les premières infirmières formées commencent à travailler le 16 mai à la Liverpool Workhouse Infirmary. Nigthingale fait également une campagne de levée de fonds pour le Royal Buckinghamshire Hospital à Aylesbury, près de la résidence de sa famille.
En 1860, Nightingale publie Notes on Nursing, un petit livre de 136 pages servant de pierre d'angle au programme de la Nightingale School et des autres écoles fondées ensuite. Le livre connaît également le succès auprès du grand public et est considéré comme un texte classique d'introduction aux soins infirmiers.
Nightingale passe le reste de sa vie à encourager l'établissement et le développement de la profession d'infirmière et à la faire évoluer vers sa forme moderne.
Ses travaux inspirent les infirmières durant la guerre de Sécession (1861-1865). Le gouvernement nordiste fait appel à ses conseils pour organiser les soins médicaux dispensés sur le terrain. Bien que ses idées rencontrent de la résistance de la part des officiers, elles inspirent le corps de volontaires de la United States Sanitary Commission (Commission sanitaire des États-Unis).
En 1869, Nightingale et Elizabeth Blackwell ouvrent le Women's Medical College.
Dans les années 1870, Nightingale est la mentore de Linda Richards, « la première infirmière formée d'Amérique », et lui permet de retourner aux États-Unis avec une formation et des connaissances lui permettant de fonder des écoles d'infirmières de qualité. Linda Richards continuera dans cette voie et deviendra une grande pionnière des soins infirmières aux États-Unis et au Japon.
En 1882, les infirmières de Nightingale ont une position d'influence croissante au sein de la profession naissante. Un certain nombre d'entre elles sont devenues infirmières en chef de plusieurs hôpitaux notables, dont le St Mary's Hospital, le Westminster Hospital et la St Marylebone Workhouse Infirmary à Londres, ainsi que l’Hospital for Incurables à Putney. On peut également citer, en Grande-Bretagne, le Royal Victoria Military Hospital de Netley, l'Edinburgh Royal Infirmary, la Cumberland Infirmary, et la Liverpool Royal Infirmary, et en Australie, le Sydney Hospital en Nouvelle-Galles du Sud.
En 1883, Nightingale est décorée de la Royal Red Cross par la reine Victoria. En 1907, elle devient la première femme à être décorée de l'Ordre du mérite. En 1908, l'Honorary Freedom of the City of London lui est décerné.
En 1896, Nightingale doit s'aliter. Il est possible qu'elle ait été victime du syndrome de fatigue chronique (SFC) . Pendant ces années d'alitement, elle réalise des travaux pionniers dans le domaine de la gestion des hôpitaux, travaux qui se propagent rapidement à travers l'Angleterre et le reste du monde.

### Mort
Florence Nightingale meurt le 13 août 1910 dans sa maison de South Street, Mayfair, Londres. Ses proches refusent la proposition d'inhumation à l'Abbaye de Westminster, et elle est aujourd'hui enterrée au cimetière de la St Margaret Church d'East Wellow dans le Hampshire,.

### Points particuliers
D'après les recensements effectués en Angleterre et au Pays de Galles, les adresses de son domicile furent les suivantes : East Wellow (Hampshire) en 1841, Burlington Hotel, Westminster St James, Middlesex en 1851 et 1861, St George Hanover Square, Londres, en 1881, 1891 et 1901.
Son acte de décès est répertorié de la manière suivante : « Deaths Sep 1910 NIGHTINGALE Florence - age 90 registrar  St.Geo.H.Sq ».
Au début de son séjour en Turquie, Nightingale se déplace à cheval pour faire ses inspections. Elle utilise ensuite une charrette tirée par un âne et l'on rapporte qu'elle échappe à de sérieuses blessures lorsque la charrette est renversée dans un accident. Après cet incident, elle utilise une solide voiture à chevaux de construction russe, équipée d'un toit imperméable et de rideaux. La voiture a été transportée en Angleterre après la guerre et donnée à la Nightingale Training School for Nurses. Elle a été endommagée lors du bombardement de l'hôpital durant le Blitz. Par la suite, elle a été restaurée, puis transférée à l'Army Museum à Aldershot.
La voix de Florence Nightingale a été conservée pour la postérité grâce à un enregistrement pour phonographe de 1890.
Florence Nightingale prouva que 90 % des patients des hôpitaux de Londres trouvaient la mort contre seulement 60 % pour les malades ne se rendant pas à l'hôpital.[réf. nécessaire]

## L'œuvre de Florence Nightingale

### Contribution à la statistique
Dès son plus jeune âge, Nightingale se révèle particulièrement douée pour les mathématiques et y excelle grâce aux enseignements de son père. Elle s'intéresse notamment à la statistique et recourt fréquemment aux analyses statistiques dans ses compilations, analyses et présentations de données sur les soins médicaux et la santé publique.

Diagramme des causes de mortalité au sein de l'armée en Orient par Florence Nightingale.

Nightingale est une pionnière de la présentation visuelle de l'information. Elle utilise entre autres les diagrammes circulaires, développés par William Playfair en 1801. Après la guerre de Crimée, elle se met à utiliser une version améliorée de ces diagrammes (équivalant aux histogrammes circulaires d'aujourd'hui), afin d'illustrer les causes saisonnières de mortalité des patients de l'hôpital militaire qu'elle gère. Bien qu'on lui en attribue souvent la parenté, ces diagrammes ont été inventés par André-Michel Guerry en 1829, près de trois décennies auparavant.
Nightingale appelait « coxcomb » (crête de coq) une compilation de tels diagrammes, mais par la suite le terme est souvent utilisé pour désigner un diagramme individuel. Elle utilise fréquemment les coxcombs pour présenter des rapports sur la nature et l'ampleur des conditions des soins médicaux pendant la guerre de Crimée aux membres du Parlement et aux fonctionnaires, qui n'auraient probablement pas pu lire ou comprendre des rapports statistiques traditionnels.
Par la suite, Nightingale réalise une étude statistique complète du système sanitaire dans les campagnes indiennes et est la figure majeure de l'amélioration des soins médicaux et des services publics de santé en Inde.
En 1858, elle fut la première femme à être élue membre de la Royal Statistical Society, et devient par la suite membre honoraire de l'American Statistical Association.

### Contribution à l'organisation hospitalière

#### Hôpital pavillonnaire
Au milieu du XIXe siècle, en Grande-Bretagne, comme dans le reste de l'Europe, l'architecture et l'organisation hospitalière font l'objet de vifs débats en raison de l'évolution des sciences et pratiques médicales, mais aussi des progrès technologiques (chauffage central, éclairage, eau courante, sanitaires...). Les Britanniques notent que les nouveaux hôpitaux ont des taux de mortalité plus bas que les anciens, mais qu'ils réaugmentent avec le temps. Nightingale suggère de reconstruire les hôpitaux tous les dix ans, mais cette proposition n'était pas réaliste d'un point de vue économique.
De retour de la guerre de Crimée, Nightingale défend résolument le système de l'hopital pavillonnaire. Elle est toujours dans la théorie des miasmes, encore dominante à cette époque : les fièvres et autres maladies sont dues à la saleté, la puanteur, et le mauvais air. Elle souhaite donc des services hospitaliers de petite taille, organisés en salle-pavillon, au mieux d'un seul niveau avec de grandes fenêtres faisant circuler l'air et la lumière. Les lits doivent être suffisamment espacés les uns des autres, les sols faciles à nettoyer, la propreté étant considérée comme l'équivalent de la santé.

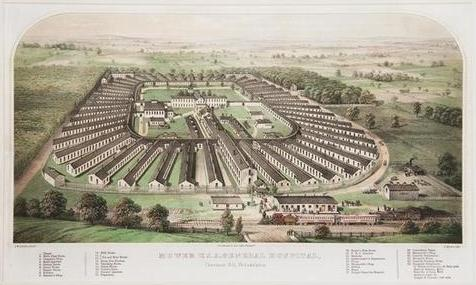
Le de Philadelphie, vers 1864. Corps central de bâtiments de service, entourés de 47 salles pavillonnaires.

L'hôpital pavillonnaire idéal est constitué d'un bloc central de services (cuisine, lingerie...) entourés de salles-pavillons de malades, de 24 lits chacun. Ses idées sont appliquées aux États-Unis durant la guerre de Sécession. L'inconvénient est qu'un tel système demande une grande superficie, peu compatible avec le développement urbain.
Dans les années 1860, la ville de Londres souhaite construire une nouvelle gare sur l'emplacement d'un hôpital médiéval, le St Thomas' Hospital. Nightingale est à la tête de ceux qui veulent le reconstruire sous forme pavillonnaire dans un milieu de verdure de la banlieue de Londres, ou dans la campagne du Surrey, et non proche de la Tamise (qui était encore le réceptacle des eaux usées).
Ce projet est jugé irréaliste par les autorités médicales et hospitalières, à cause d'un éloignement excessif de 15 miles. Le site choisi est finalement sur la rive sud de la Tamise, en opposition au Palais de Westminter sur l'autre rive. Nightingale obtient toutefois une petite victoire : l'hôpital est reconstruit selon un type pavillonnaire, et surtout avec une école d'infirmière dédiée, garantissant la perennité et l'importance des soins infirmiers dans l'organisation hospitalière moderne.
En France, le débat hospitalier n'est pas moins vif, et les Notes on Hospitals de Florence Nightingale sont abondamment citées pour devenir argument d'autorité. Chaque commentateur y puise ce qui conforte sa propre pensée. Par exemple, Armand Husson, directeur de l'Assistance Publique, retient qu'aucun hôpital britannique ne trouve grâce aux yeux de Nightingale, alors qu'elle fait des louanges sur l'Hôpital Lariboisière dont Husson était l'ardent défenseur. Husson ne relaie pas les quelques critiques sévères que Nightingale fait aussi sur Lariboisière (pavillons trop hauts et trop rapprochés, taux croissant de mortalité).

#### Soins infirmiers
Les soins infirmiers (nursing) représentent la contribution la plus importante de Florence Nightingale, fondatrice des soins infirmiers comme discipline scientifique. Le terme anglais de nurse désigne la personne pratiquant des soins maternels et domestiques, et les hôpitaux disposaient depuis des siècles de tels personnels pour assister les malades. Sur le continent européen, ce rôle était surtout dévolu à des religieuses hospitalières.
En Angleterre, les nurses sont plutôt d'une autre origine : femmes non religieuses, issues des basses couches populaires. Charles Dickens (1812-1870) en a dressé plusieurs portraits littéraires : le travail de nurse hospitalière est occasionnel ou temporaire, ces femmes sont de faible moralité ou portées sur la boisson. Au début du XIXe siècle, dans les hôpitaux anglais, les nurses sont pratiquement regroupées avec les activités de service. La transformation de leur rôle est liée, au moins dans le monde anglophone, à l'action de Florence Nightingale.
Les idées de Nightingale sur le nursing hospitalier datent d'avant la guerre de Crimée. Sur le continent, elle avait déjà observé deux ordres féminins hospitaliers, l'un catholique et l'autre protestant, et c'est sur cette base qu'elle réforme l'activité hospitalière. Elle intègre la vocation religieuse pour en faire une vocation professionnelle. Les soins infirmiers sont une partie intégrante de sa réforme pour un hôpital plus sûr et plus efficace.

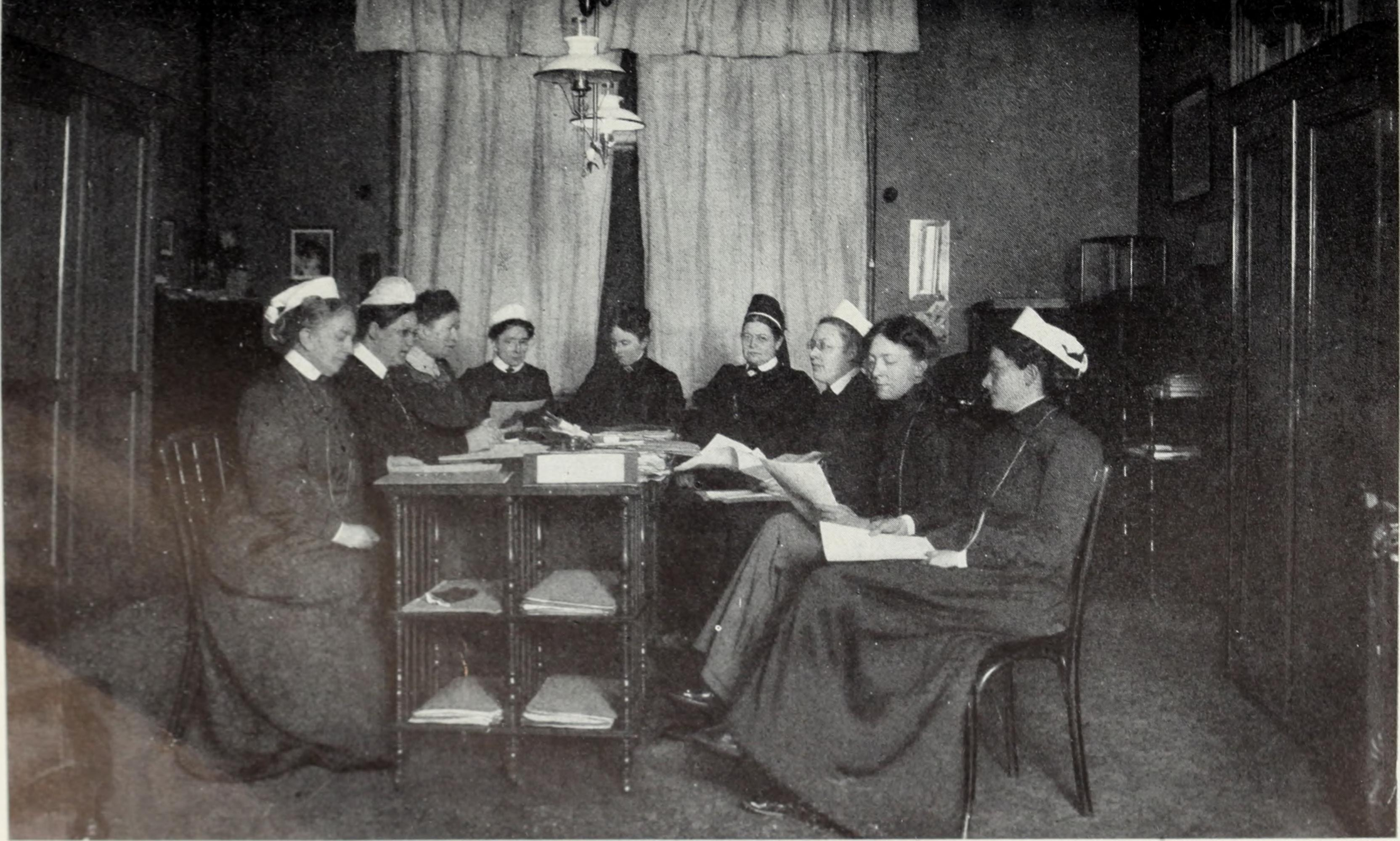
Infirmières allemandes en réunion de travail (1912).

Selon William Bynum (en), la « Nightingale revolution » repose sur trois avancées principales :
- Les soins infirmiers deviennent une activité respectable, voire une vocation professionnelle pour les femmes des classes moyennes et de la bonne société. Le travail féminin de l'époque était encore relativement limité, soumis à des préjugés de classe (travailler pour une femme est indice de pauvreté) et de moralité (une femme qui travaille n'est pas respectable). Toutefois cette transformation n'est possible qu'en renforçant un stéréotype de genre (le nursing est une fonction féminine naturelle).
- Les soins infirmiers, en se recentrant sur les soins aux malades, prennent une place bien distincte dans l'activité hospitalière, séparée des fonctions manuelles de service (ménage, cuisine...).
- Les soins infirmiers dépendent de standards professionnels. Les écoles d'infirmières ne sont plus des apprentissages sur le tas, elles dispensent un programme d'enseignement et d'éducation du plus haut niveau intellectuel, avec manuels, revues, parcours de qualification et de spécialisation. Les médecins hospitaliers se rendent compte que les soins infirmiers sont complémentaires des leurs, bien que ça n'aille pas sans conflits sur la répartition exacte des tâches et des responsabilités.

Au XXIe siècle, le système hospitalier sans soins infirmiers de qualité est devenu impensable. L'image familière de l'infirmière hospitalière moderne date de la fin du XIXe siècle avec Florence Nightingale.

### Contribution à la littérature et au mouvement féministe
Bien que mieux connue pour ses contributions à la médecine et aux mathématiques, Nightingale est également un personnage important du féminisme anglais et de l'abolition de la prostitution.
Entre 1850 et 1852, elle lutte pour se définir elle-même et contre les attentes de sa famille de la voir se marier avec un homme de la haute société.

#### LesSuggestions d'idées
Afin de mettre en ordre ses pensées, elle rédige Suggestions for Thought to Searchers after Religious Truth (Suggestions d'idées adressées aux personnes en quête de vérité religieuse). Ce livre en trois volumes n'a jamais été imprimé en entier, mais l'une des parties, intitulée Cassandra, a été publiée par Ray Strachey en 1928, qui l'inclut dans The Cause, un texte relatant l'histoire du mouvement féministe.

#### Cassandra
Cassandra est une protestation contre la féminisation excessive des femmes, qui les rend pratiquement incapables de se débrouiller seules. C'est ainsi que Nightingale considère comme léthargique le style de vie de sa mère et sa sœur, malgré leur éducation. Le texte reflète aussi sa crainte de voir ses idées s'avérer inefficaces, comme celles de Cassandre, vierge-prêtresse d'Apollon qui reçoit un don de prophétie inspirée par Apollon, mais dont les avertissements prophétiques sont ignorés.
Elaine Showalter qualifie Cassandra de « texte majeur du féminisme anglais, un lien entre Wollstonecraft et Woolf ».

## Postérité
La contribution la plus marquante de Florence Nightingale est son rôle dans l'établissement de la profession moderne d'infirmière. Elle a été un exemple remarquable de compassion, de dévouement aux soins des patients et d'administration consciencieuse et attentive des hôpitaux.
L'œuvre de la Nightingale School of Nursing se poursuit aujourd'hui, mais son action se prolonge de multiples façons encore à l'heure actuelle.

### La médaille Florence Nightingale

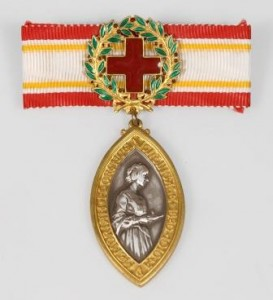
La médaille Florence Nightingale.

Depuis 1907, le Comité international de la Croix-Rouge décerne la médaille Florence Nightingale aux personnes se distinguant par leurs actions dans le domaine des soins infirmiers.
Selon les règles initiales, la médaille était attribuée à six infirmières par an. Depuis le règlement de 1991, la médaille est attribuée tous les deux ans à des femmes et des hommes, par une décision du Comité international de la Croix-Rouge (CICR). Il ne peut y avoir plus de cinquante attributions par délibération. Ce titre honorifique n'est plus attribuable seulement à des infirmiers de profession, mais aussi à des collaborateurs de la Croix-Rouge bénévoles ou employés dans le travail humanitaire et de secours.
De la création à la 42e promotion en 2010, le travail de 1 309 personnes a ainsi été honoré, la première attribution de cette médaille ayant eu lieu en 1920 et récompensant rétroactivement le travail de 42 infirmières.
La médaille est remise, dans chaque pays, soit par le chef de l'État, soit par le président du comité central de la Société nationale. Les lauréats sont proclamés le 12 mai, date anniversaire de naissance de Florence Nightingale et journée internationale des Infirmières.

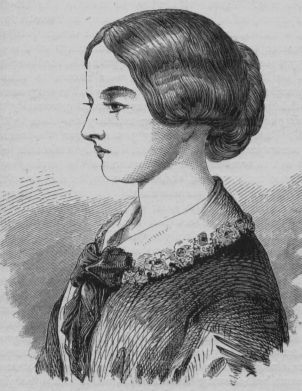
La jeune Florence Nightingale.

En 2010, exceptionnellement, trois citoyens Haïtiens ont reçu la médaille :
- Germaine Pierre-Louis, infirmière, présidente de la section sud-est de la Croix-Rouge haïtienne ;
- Michaëlle Colin, infirmière en chef au sanatorium de Port-au-Prince ;
- Jude Célorge, chef de l'équipe de sauveteurs de la Croix-Rouge à Martissant (quartier de Port-au-Prince).

Parmi les attributaires précédents figurent :
- en 2009 : 28 lauréats, dont :
  - Anisa, infirmière à l'hôpital de Jalalabad (Afghanistan),
  - Marieta Wanapa-Luydens, Pays-Bas, secouriste active à Aruba ;
- en 2007 :
  - Judi Fairholm, Canada, promotrice d'un programme international de protection de l'enfance,
  - Leman Birol, Turquie, infirmière, la mère des soins infirmiers en Turquie ;
- quelques autres titulaires :
  - Pia Bauer (1871-1954), infirmière allemande,
  - Marie Adamczyk (1879-1973), infirmière,
  - Elsbeth von Keudell (1857-1953) infirmière allemande (lauréate en 1920),
  - Elsbeth Kasser (1910-1992), infirmière suisse (lauréate en 1947),
  - Alexandrine Gräfin von Üxküll-Gyllenband (1873-1963), infirmière allemande (lauréate en 1920),
  - Ernestine Thren (1899-1981), infirmière allemande (lauréate en 1963),
  - Emmy Dörfel (1908-2002), infirmière allemande (lauréate en 1963),
  - Maria Hafner (1891-1969), volontaire de la Croix-Rouge (lauréate en 1963),
  - Antonie Stemmler (1892-1976), enseignante allemande (lauréate en 1967).

### Florence Nightingale Declaration
Il s'agit d'une campagne lancée à l'échelle mondiale par des figures du monde infirmier à travers la Nightingale Initiative for Global Health (NIGH).
Elle vise à créer un mouvement populaire mondial afin de présenter à l'Assemblée Générale des Nations unies de 2008 deux résolutions déclarant : la Journée Internationale des Infirmières 2010 (centenaire de la mort de Nightingale) et The UN Decade for a Healthy World (Décennie des Nations-Unies pour un monde en bonne santé) de 2011 à 2020 (bicentenaire de la naissance de Nightingale).
La NIGH travaille également à renouveler la prise de conscience aux thèmes soulevés par Nightingale, comme ceux de la médecine préventive et la santé holistique.

### Musées
- Florence Nightingale Museum, à Londres (situé près de Westminster Bridge, face au Parlement)
- Claydon House, à Middle Claydon, Buckinghamshire, ancienne propriété de Parthenope Nightingale, consacré à la famille Nightingale.
- à Istanbul, la tour située la plus au nord des Selimiye Barracks est aujourd'hui un musée ; dans plusieurs de ses pièces, des reliques et reproductions liées à Florence Nightingale et ses infirmières sont exposées[52].

Un site exhaustif en son honneur a été créé par Country Joe McDonald, en relation avec la guerre du Viêt Nam, pendant laquelle elle a inspiré de nombreux infirmiers de l'armée américaine, suscitant un regain d'intérêt pour sa vie et ses travaux.

### Journées
La Journée internationale des infirmières est célébrée chaque année le jour de son anniversaire.
Plusieurs églises de la communauté anglicane commémorent Nightingale par un jour de fête sur leurs calendriers liturgiques. C'est aussi le cas de l'Evangelical Lutheran Church in America, qui célèbre Nightingale comme une rénovatrice de la société aux côtés de Clara Maass le 13 août.
Le 12 mai est la date de la journée mondiale de la fibromyalgie. Elle a été choisie en hommage à Florence Nightingale née le 12 mai 1820 qui a souffert une grande partie de sa vie de cette maladie chronique, caractérisée par une sensation de douleur générale diffuse ou de brûlure de la tête aux pieds, avec un sentiment de fatigue profonde, sans lésion. Une condition douloureuse pouvant devenir invalidante. Cette maladie affecte 3 % de la population. Elle atteint surtout les femmes.

### Monuments
Une plaquette en bronze, attachée au socle du Crimean Memorial au Haydarpasa Cemetery, à Istanbul, inauguré en 1954 le jour de l'Empire Day pour célébrer le centième anniversaire de ses services d'infirmière rendus à la région, porte l'inscription suivante :

« À Florence Nightingale, dont les travaux réalisés il y a un siècle près de ce cimetière ont permis d'apaiser beaucoup de souffrances humaines et établi les fondations de la profession d'infirmière. »

### Autres hommages

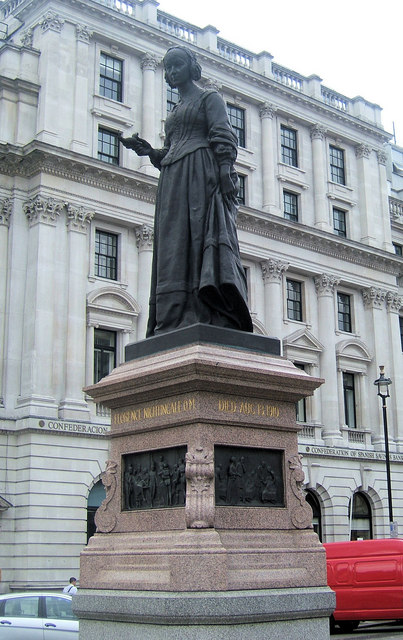
Statue de Florence Nightingale, Place de Waterloo à Londres.

Le nom de Florence Nightingale a été donné à nombre de lieux ou d'institutions :

#### Domaine médical
- l'Institut de formation aux soins infirmiers (IFSI) de Talence (Gironde), fondé en 1884
- un des bâtiments de l'école d'infirmières et de sages-femmes de l'Université de Southampton.
- trois hôpitaux d'Istanbul portent le nom de Nightingale, tous trois appartenant à la Turkish Cardiology Foundation[55] :
  - le F.N. Hastanesi à Sisli (le plus grand hôpital privé de Turquie),
  - le Metropolitan F.N. Hastanesi à Gayrettepe,
  - l'Avrupa F.N. Hastanesi à Mecidiyeköy ;
- Bedside Florence, un système informatique sans fil, développé pour assister les soins infirmiers par l' [56] L'Agostino Gemelli Medical Center[57] de Rome, le premier hôpital universitaire d'Italie ;
- de nombreuses fondations, la plupart sont liées aux soins infirmiers, mais aussi la Nightingale Research Foundation au Canada, vouée à l'étude et au traitement du syndrome de fatigue chronique[58].
- un modèle d'avion d'évacuation médicale (McDonnell Douglas C-9A « Nightingale »), dont l'Armée de l'air américaine entretient une flotte de 20 appareils.

#### Écoles
- à New York, Chicago, Vancouver, Bruxelles...

- Il existe à Anápolis au Brésil une école d’infirmières avec le nom de Florence Nightingale[59]

#### Divers
- le portrait de Florence Nightingale figure au revers du billet de dix livres mis en circulation au Royaume-Uni du 20 février 1975 au 20 mai 1994.
- l'astéroïde géocroiseur (3122) Florence, découvert en 1981, est nommé en son honneur[60].
- un relief de forme ovale à la surface de Vénus, Nightingale Corona, est également nommé en son honneur[61].
- la promotion 2007-2009 des élèves directeurs d'hôpital, à l'École des hautes études en santé publique.
- un avion mis à la retraite (modèle MD-11) de la compagnie aérienne KLM[62].
- Il existe un effet psychologique appelé « Florence Nightingale Effect » où les infirmières et docteurs tombent amoureux de leurs patients.
- l'effet Florence Nightingale est évoqué par le docteur Emmett Brown dans le premier film de la trilogie Retour vers le futur.

### Florence Nightingale dans la culture

#### Littérature
- Miss Florence Nightingale est un des deux personnages de Whistling Psyche (En appelant Psyché, 2010), pièce de théâtre de l'auteur irlandais Sebastian Barry.
- Florence Nightingale est le personnage principal du manga Ghost&Lady, retraçant sa vie à partir de ses débuts d'infirmière jusqu'à la fin de la guerre de Crimée.
- Dans le manga Afterschool Charisma, le clone de Florence Nightingale est l'un des personnages principaux.
- Dans le roman L'énigme du message perdu, cinquième volume des Enquêtes d'Enola Holmes, la jeune héroïne rencontre Florence Nightingale en 1889.
- Dans le manga Ghost & Lady de Kazuhiro Fujita, Florence Nightingale est l'un des deux personnages principaux.
- Dans le manga Pétales de réincarnation, en france aux éditions komikku, Nightingale est l'une des personnalités célèbres réincarnées dans la Forêt des Grands Hommes. Son talent lui permet de guérir toute forme de blessure.
- Dans la saga de fantasy La Dernière Geste,  de Morgan of Glencoe, le personnage de la guérisseuse Lady Lore Nightingale est une référence très claire à son homonyme historique.

#### Films
- 1912 : The Victoria Cross, film muet consacré à sa biographie
- 1915 : Florence Nightingale, film muet
- 1936 : The White Angel, avec Kay Francis dans le rôle de Florence Nightingale
- 1951 : The Lady with a lamp (en), film historique britannique, avec Anna Neagle dans le rôle de Florence Nightingale
- 1985 : Florence Nightingale, repris en 2008, en version originale anglaise et traduit en français, avec Jaclyn Smith dans le rôle-titre
- 1985 : Retour vers le futur dans lequel Doc Brown évoque « l'effet Florence Nightingale »[63] auprès de Marty McFly.
- 2008 :  Florence Nightingale (film, 2008) (en), téléfilm de Norman Stone, avec Laura Fraser dans le rôle-titre
- 2021 : Florence Nightingale, la première des infirmières. Aurine Crémieu, France, 90 Min[64].

#### Séries télévisées
- Dans la série Victoria, la reine rencontre Florence Nightingale (saison 3, épisode 4)
- Dans l'épisode The Junior Mint de la série américaine Seinfeld, George mélange Nightingale avec Clara Barton en l'appelant Clara Nightingale.
- Dans la série télévisée Star Trek: Voyager, l'enseigne Harry Kim donne son nom à un vaisseau médical extraterrestre.
- Dans l'épisode 6 de la saison 3 de Touche pas à mes filles, Cate se déguise en Florence Nightingale pour la fête d'Halloween du lycée des enfants.
- Dans la série Les Soprano, Tony évoque Florence Nightingale lorsque sa sœur propose de prendre soin de leur mère.
- Dans la série Buffy contre les vampires, épisode La spirale (saison 5 épisode 20), Spike dit à propos de Buffy, l'ayant sommairement examiné après une blessure : « Florence bloody Nightingale to the rescue. »
- Dans l'épisode 61 du manga Candy Candy : le docteur raconte l'histoire de Nightingale à Candy, voulant devenir elle aussi infirmière.
- Dans la série Docteur Quinn femme médecin saison 1 épisode 6, Colleen dit qu'elle veut se déguiser comme Florence Nightingale pour l'anniversaire d'Alice.
- Dans la série Sick Note il est fait référence à elle dans la saison 2 épisode 3
- Dans la série The Good Place, il est fait référence à elle dans le tout premier épisode. On apprend qu'elle n'a pas pu accéder "au bon endroit".
- Dans la série Esprits criminels, saison 13 épisode 2, Spencer Reid évoque « l'effet Florence Nightingale ».
- Dans la série Californication, saison 6 épisode 9, Karen compare ironiquement Faith, qui représente la muse de Hank à ce moment-là, à une sorte de Florence Nightingale qui a su l'épauler dans la tourmente.
- Dans la série Fargo, saison 4 épisode 6, Oraetta Mayflower se compare à Florence Nightingale.

#### Jeux
- Dans le jeu vidéo Worms, un prix Florence Nightingale est parfois remis en fin de partie à une équipe ayant récupéré un bon nombre de caisses de soins.
- Dans le jeu vidéo Assassin's Creed Syndicate, Florence Nightingale fait partie des personnages historiques rencontrés par les protagonistes du jeu.
- Dans le jeu vidéo Age of Empire III : The Asian Dynasties, les Britanniques ont la possibilité d'envoyer depuis leur métropole une carte nommée « Florence Nightingale », qui permet aux manoirs de soigner lentement les unités à proximité.
- Dans le jeu vidéo Fate/Grand Order, Florence Nightingale fait partie des différents « servants » pouvant être invoqués par le joueur.

#### Musique
Dans la chanson Flag Day de leur premier album , les Housemartins y font référence en chantant : « Too many Florence Nighingale, not enough Robin Hood » (« Trop de Florence Nighingale, pas assez de Robin des Bois »).

## Publications

### Écrits de Florence Nightingale

#### Éditions originales et rééditions
- The institution of Kaiserswerth on the Rhine: For the practical training of deaconesses, under the direction of the Rev. Pastor Fliedner, embracing the ... schools, and a female penitentiary, 1851 (réédition : 1959)
- Notes on Nursing: what Nursing is, what Nursing is not, D. Appleton and Company, New-York, 1860, disponible en ligne en): , traduit en français en 1862 et disponible en ligne (confer illustration ci-contre).
- « Introduction » à Una and Her Paupers, Memorials of Agnes Elizabeth Jones, George Routledge and Sons, New-York, 1872 (réédition : Diggory Press, Liskeard, 2005  (ISBN 978-1905363223)). Agnes Jones (1832-1868) est une infirmière anglaise en l'honneur de qui est publié ce livre, auxquels participent plusieurs auteurs.

#### Éditions scientifiques récentes
- Vincent Quinn et John Prest (éditeurs), Dear Miss Nightingale, Clarendon Press, Oxford, 1987, 359 p.  Correspondance entre Florence Nightingale et Benjamin Jowett. Recension de F. B. Smith (National Australian University) disponible en ligne sur le site Medical History.
- Florence Nightingale in Egypt and Greece : her diary and visions, University of New-York Press, Albany, 1997, 167 p.  (ISBN 0-7914-3115-0)
- The collected works of Florence Nightingale, Wilfrid Laurier University, Waterloo (Ontario), présentation disponible en ligne  et . Édition commencée en 2001. Éditeurs : Lynn McDonald et Gérard Vallée (volumes 4, 9 et 10).
  - 1. Florence Nightingale : an introduction to her life and family, 908 p.  (ISBN 0-88920-387-3)
  - 2. Florence Nightingale's spiritual journey : biblical annotations, sermons and journal notes, 586 p.  (ISBN 0-88920-366-0)
  - 3. Florence Nightingale's theology : essays, letters and journal notes, 678 p.  (ISBN 0-88920-371-7)
  - 4. Florence Nightingale on mysticism and eastern religions, 558 p.  (ISBN 0-88920-413-6)
  - 5. Florence Nightingale on society and politics, philosophy, science, education and literature, 871 p.  (ISBN 978-0-88920-429-4)
  - 6. Florence Nightingale on Public Health Care, 714 p.  (ISBN 978-0-88920-446-1)
  - 7. Florence Nightingale's European Travels, 802 p.  (ISBN 978-0-88920-451-5)
  - 8. Florence Nightingale on women, medicine, midwifery and prostitution, 1085 p.  (ISBN 978-0-88920-466-9)
  - 9. Florence Nightingale on health in India, 1024 p.  (ISBN 978-0-88920-468-3)
  - 10. Florence Nightingale on Social Change in India, 976 p.  (ISBN 978-0-88920-495-9)
  - 11. Florence Nightingale's suggestions for thought, 794 p.  (ISBN 978-0-88920-465-2)
  - 12. Florence Nightingale: The Nightingale School, 904 p.  (ISBN 978-0-88920-467-6)
  - 13. Florence Nightingale: Extending Nursing, 950 p.  (ISBN 978-0-88920-520-8)
  - 14. Florence Nightingale: The Crimean War, 1096 p.  (ISBN 978-0-88920-469-0)
  - 15. Florence Nightingale on Wars and the War Office, 1056 p.,  (ISBN 978-0-88920-470-6)
  - 16. Florence Nightingale and Hospital Reform  (ISBN 978-1-55458-534-2)

### Articles connexes

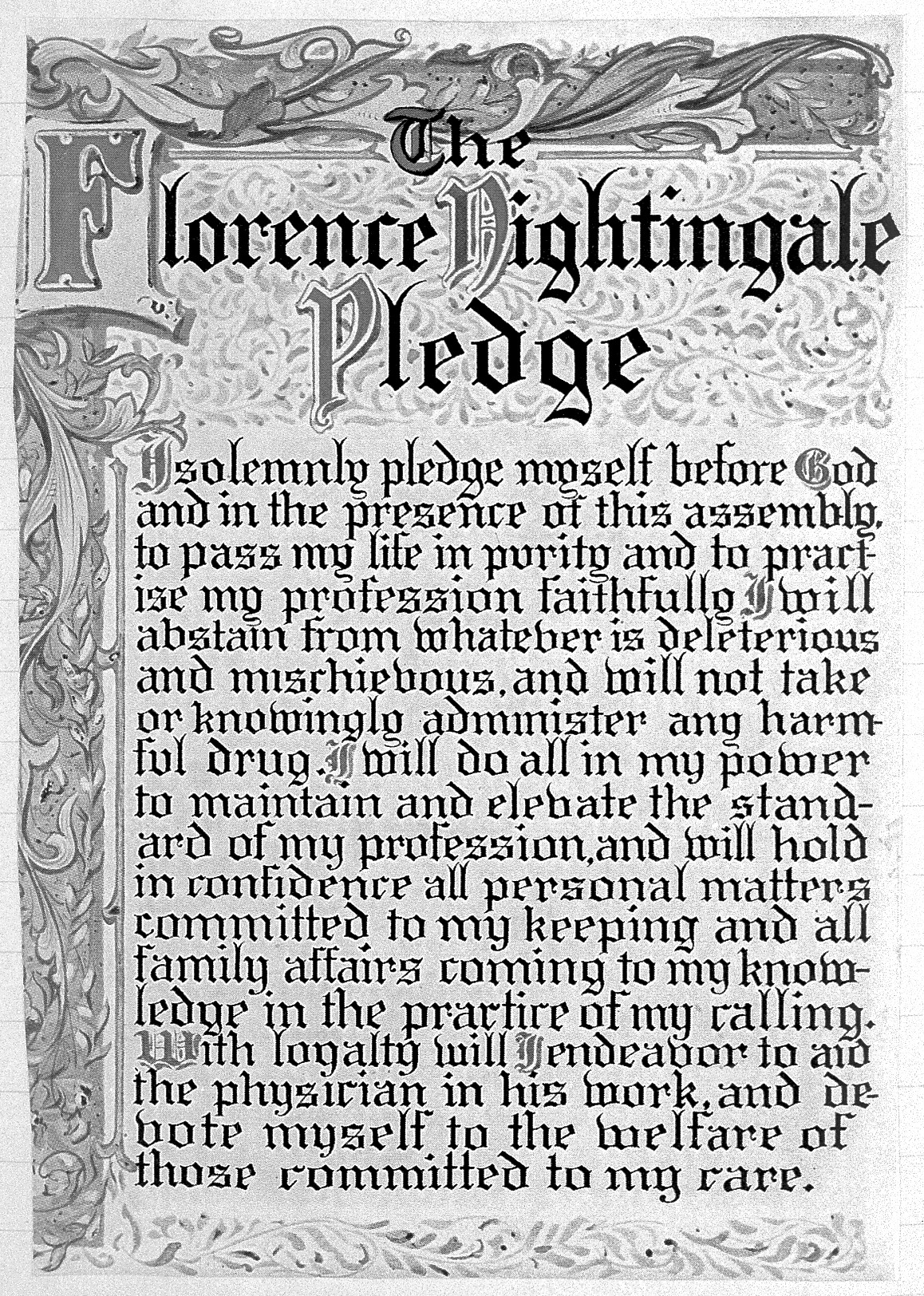
The Nightingale Pledge (Le serment de Florence Nightingale).